# Braquet (cépage)
Pour les articles homonymes, voir Braquet (homonymie).
Le braquet est un cépage rare à raisins noirs, utilisé dans la production des vins de Bellet, dans la région niçoise. Il est autorisé en France comme raisin de cuve sous son nom officiel Brachet N.

## Description
Bien que différent, il a parfois été confondu avec le calitor[réf. nécessaire]. Il n'est pas non plus identique au cépage italien brachetto.
Ce raisin noir domine les assemblages de Bellet. Auparavant, la dénomination de « Braquet-Bellet » figurait sur les étiquettes des bouteilles. Il est connu pour son rendement variable d'une année à l'autre. 